# Sphaerotheca breviceps
Sphaerotheca breviceps is een kikkersoort uit het geslacht Sphaerotheca in de familie van de Dicroglossidae.
De wetenschappelijke naam werd voor het eerst geldig gepubliceerd in 1799 door Johann Gottlob Schneider als Rana breviceps. Alain Dubois verplaatste de soort in 1987 naar het geslacht Sphaerotheca.
De kikker komt in Zuid-Azië voor in Pakistan, India, Nepal, Birma en Sri Lanka. De soort is waargenomen van zeeniveau tot op 1500 meter boven zeeniveau.